# Clarinda (Iowa)
Clarinda – miasto w Stanach Zjednoczonych, w stanie Iowa, siedziba hrabstwie Page.

## Demografia
W 2000 liczyło 5690 mieszkańców. W 2023 liczba mieszkańców spadła do 5305 osób, a gęstość zaludnienia do 393 osób/km².